# België op het Eurovisiesongfestival 1961
België nam deel aan het Eurovisiesongfestival 1961 in Cannes, Frankrijk. Het was de 6de deelname van het land op het Eurovisiesongfestival. De BRT was verantwoordelijk voor de Belgische bijdrage voor de editie van 1961.

## Selectieprocedure
Finale van de Belgische bijdrage tot het Songfestival was de Belgische preselectie voor het Eurovisiesongfestival 1961, dat gehouden zou worden in de Franse stad Cannes. De finale vond plaats op 29 januari. Bob Benny won met het nummer September, gouden roos, en mocht zo België vertegenwoordigen op het Eurovisiesongfestival.

### Uitslag
| Plaats | Artiest         | Lied                       | Punten |
| ------ | --------------- | -------------------------- | ------ |
| 1      | Bob Benny       | September, gouden roos     | 60     |
| 2      | Jacques Raymond | Als je weent, als je lacht | 40     |
| 3      | Jo Leemans      | Af en toe                  | 33     |
| 4      | Luc van Hoeselt | Bonjour                    | 21     |
| 5      | Enny Denita     | Maandenkrans der liefde    | 14     |
| 6      | Tony Sandler    | Moeder                     | 8      |

## In Cannes
In Cannes trad België als elfde van zestien landen aan, na Zwitserland en voor Noorwegen. Aan het einde van de puntentelling stond België op een troosteloze laatste plaats, die het deelde met Oostenrijk. Bob Benny ontving slechts één punt, van Luxemburg. Het was de eerste keer in de geschiedenis dat België op de laatste plaats eindigde.
1956 · 1957 · 1958 · 1959 · 1960 · 1961 · 1962 · 1963 · 1964 · 1965 · 1966 · 1967 · 1968 · 1969 · 1970 · 1971 · 1972 · 1973 · 1974· 1975 · 1976 · 1977 · 1978 · 1979 · 1980 · 1981 · 1982 · 1983 · 1984 · 1985 · 1986 · 1987 · 1988 · 1989 · 1990 · 1991 · 1992 · 1993 · 1994 · 1995 · 1996 · 1997 · 1998 · 1999 · 2000 · 2001 · 2002 · 2003 · 2004 · 2005 · 2006 · 2007 · 2008 · 2009 · 2010 · 2011 · 2012 · 2013 · 2014 · 2015 · 2016 · 2017 · 2018 · 2019 · 2020 · 2021 · 2022 · 2023 · 2024 · 2025
België · Denemarken · Finland · Frankrijk · Italië · Joegoslavië · Luxemburg · Monaco · Nederland · Noorwegen · Oostenrijk · Spanje · Verenigd Koninkrijk · West-Duitsland · Zweden · Zwitserland